# Gallinula galeata
La gallinella americana (Gallinula galeata (M. H. K. Lichtenstein, 1818)) è un uccello della famiglia dei Rallidi diffuso nel Nuovo Mondo.

## Descrizione
È una gallinella di media taglia, lunga 35–36 cm, con un peso di 300–450 g e una apertura alare di circa 53 cm. Il piumaggio è prevalentemente nerastro; la testa presenta uno scudo frontale, che si estende sulla radice del becco, di colore rosso scarlatto; la punta del becco è giallo brillante.

## Biologia

### Alimentazione
È una specie onnivora che si nutre di vermi, crostacei, molluschi, insetti, ragni, piccoli pesci, girini e occasionalmente uova di altri uccelli, ma anche di una ampia varietà di materia vegetale come per esempio alghe, muschi, germogli e semi di diverse piante acquatiche, fiori di Pontederia spp., bacche e frutti di Rubus, Sorbus, Rosa, Crataegus, Rhamnus, Hedera, Sambucus, Hippophae spp..

### Riproduzione
Il nido, realizzato con ramoscelli intrecciati, può essere galleggiante o posizionato fino a 1 m sopra l'acqua nella vegetazione emergente o su una solida piattaforma di rami in acqua. Più raramente è posto tra la vegetazione a terra o in cespugli bassi sulla riva vicino all'acqua.

## Distribuzione e habitat
La specie ha un areale molto ampio che si estende dagli Stati Uniti meridionali e dal Messico, attraverso l'America centrale sino al Sud America, comprendendo le Antille, le isole Hawaii e le Barbados.
Predilige habitat acquatici protetti da fitta vegetazione.

## Tassonomia
Ne vengono riconosciute sette sottospecie:
- G. g. sandvicensis Streets, 1877 (isole Hawaii);
- G. g. cachinnans Bangs, 1915 (da Canada sud-orientale e USA al Panama occidentale, nonché isole Bermuda e Galápagos);
- G. g. cerceris Bangs, 1910 (Grandi e Piccole Antille);
- G. g. barbadensis J. Bond, 1954 (Barbados);
- G. g. pauxilla Bangs, 1915 (da Panama orientale, Colombia settentrionale e occidentale ed Ecuador occidentale al Perù sud-occidentale e al Cile settentrionale);
- G. g. garmani J. A. Allen, 1876 (Ande di Perù, Cile, Bolivia e Argentina);
- G. g. galeata (M. H. K. Lichtenstein, 1818) (da Trinidad e Guiane a Uruguay e Argentina settentrionale).